# Warrior Run
Warrior Run és una població dels Estats Units a l'estat de Pennsilvània. Segons el cens del 2000 tenia 624 habitants.

## Demografia
Segons el cens del 2000, Warrior Run tenia 624 habitants, 257 habitatges, i 178 famílies. La densitat de població era de 312,9 habitants/km².
Dels 257 habitatges en un 26,5% hi vivien nens de menys de 18 anys, en un 51% hi vivien parelles casades, en un 16% dones solteres, i en un 30,7% no eren unitats familiars. En el 25,7% dels habitatges hi vivien persones soles el 13,6% de les quals corresponia a persones de 65 anys o més que vivien soles. El nombre mitjà de persones vivint en cada habitatge era de 2,43 i el nombre mitjà de persones que vivien en cada família era de 2,94.
Per edats la població es repartia de la següent manera: un 22,6% tenia menys de 18 anys, un 6,1% entre 18 i 24, un 28,5% entre 25 i 44, un 24,7% de 45 a 60 i un 18,1% 65 anys o més.
L'edat mediana era de 40 anys. Per cada 100 dones de 18 o més anys hi havia 82,3 homes.
La renda mediana per habitatge era de 29.583$ i la renda mediana per família de 36.250$. Els homes tenien una renda mediana de 28.958$ mentre que les dones 21.304$. La renda per capita de la població era de 15.693$. Entorn del 10% de les famílies i el 9,1% de la població estaven per davall del llindar de pobresa.

## Poblacions properes
El següent diagrama mostra les poblacions més properes.